# 구아노신 삼인산
구아노신 삼인산(영어: guanosine triphosphate, GTP)은 퓨린 뉴클레오사이드 삼인산의 한 종류이다. 구아노신 삼인산은 전사 과정에서 RNA 합성에 필요한 전구물질 중 하나이다. 구아노신 삼인산의 구조는 핵염기인 구아닌의 구조와 비슷하지만, 구아노신 삼인산과 같은 뉴클레오타이드는 리보스와 3개의 인산을 가지고 있다는 것이 차이점이고, 핵염기는 리보스의 1' 탄소에, 삼인산은 리보스의 5' 탄소에 붙어있다.
구아노신 삼인산은 또한 아데노신 삼인산(ATP)와 같이 대사 반응에서 기질을 활성화시키거나 에너지원으로써 역할을 하지만, 보다 특이적이다. 구아노신 삼인산은 단백질 생합성과 포도당신생합성을 위한 에너지원으로 사용된다.
GTP는 GTPase의 작용을 통해 GDP로 변환되는 2차 전달자 메커니즘에서 특히 G 단백질을 통한 신호 전달에 필수적이다.

## 용도

### 에너지 전달
GTP는 세포 내 에너지 전달에 관여한다. 예를 들어, GTP 분자는 시트르산 회로의 효소인 석시닐-CoA 합성효소에 의해 생성된다. 이것은 GTP가 뉴클레오사이드 이인산 키네이스에 의해 ATP로 쉽게 변환되기 때문에 ATP 1분자의 생성과 같다.

### 번역
번역 과정의 신장 단계 동안, GTP는 리보솜의 A자리에 새로운 아미노산이 결합된 tRNA를 결합시키는 에너지원으로 사용된다. GTP는 또한 리보솜을 mRNA의 3' 말단으로 이동시키기 위한 에너지원으로 사용된다.

### 미세소관의 동적 불안정성
미세소관의 중합 과정에서 α-튜불린과 β-튜불린에 의해 형성된 이종이량체(헤테로다이머)는 두 개의 GTP 분자를 가지고 있으며, 튜불린 이량체가 신장 중인 플러스 끝부분에 추가되면 GTP가 GDP로 가수분해된다. 이러한 GTP의 가수분해는 미세소관의 형성에 반드시 필요한 것은 아니지만, GDP가 결합한 튜불린 분자들만이 탈중합될 수 있는 것으로 보인다. 따라서, GTP가 결합된 튜불린은 탈중합으로부터 보호하기 위해 미세소관의 끝부분에서 캡 역할을 하며, 일단 GTP가 가수분해되면, 미세소관은 신속하게 탈중합되어 축소되기 시작한다.

### 미토콘드리아에서 기능
단백질을 미토콘드리아 기질로 이동시키는 것은 GTP와 ATP의 상호작용을 수반한다. 이러한 단백질의 유입은 포도당신생합성에서 옥살아세트산을 포스포엔올피루브산(PEP)으로 전환하는 것과 같은 미토콘드리아 내에서 조절되는 여러 대사 경로에서 중요한 역할을 한다.

## 생합성
세포에서 GTP는 다음과 같은 많은 과정을 통해 합성된다.
- 시트르산 회로에서 석시닐-CoA 합성효소에 의해 석시닐-CoA가 석신산으로 변환되는 과정에서 GTP가 생성된다.[1]
- 서로 다른 뉴클레오사이드 삼인산들 사이의 농도 평형을 유지하는 일을 하는 효소인 뉴클레오사이드 이인산 키네이스에 의해 ATP 분자로부터 인산기의 교환을 통해 GTP가 생성된다.[1]

## cGTP
고리형 구아노신 삼인산(cGTP)은 고리형 아데노신 일인산(cAMP)이 후각 기관에서 고리형 뉴클레오타이드 개폐 이온 통로를 활성화시키는 것을 돕는다.

## 같이 보기
- GTP감마S
- 구아노신
- 구아노신 일인산 (GMP)
- 구아노신 이인산 (GDP)
- G 단백질
- G 단백질 연결 수용체
- 5'-구아닐릴 이미도이인산